# Maruv
Ana Borisovna Korsun (ukr. Анна Борисівна Корсун; 15. februar 1991), poznata kao Maruv (stilizovano MARUV), ukrajinska je pevačica, tekstopisac i producent. Živi i radi u Kijevu.

## Karijera
Korsun je rođena u ukrajinskom gradu Pavlohradu. U školi je studirala muziku i ples. Diplomirala je 2014. godine na Politehničkom institutu u Harkovu. Svoga muža Aleksandera Korsuna je upoznala dok je studirala na institutu. Aleksander je bio PR menadžer benda The Pringlez. U bendu su bili bubnjar, gitaristi, tekstopisac, ali i fotograf i inženjer zvuka.
U 2015. godini, grupa je predstavljala Ukrajinu na takmičenju New Wave. Pored toga, jedna od njihovih pesama "Easy to Love" stigla je do finala ukrajinske selekcije za Pesmu Evrovizije 2016.
U 2017, bend je promenio ime u "Maruv". Pored toga, članovi grupe su odlučili da promene koncept svog rada. Ime stare grupe ostalo je u prošlosti, kao i njihov pop-rock stil. Odlučili su da iza sebe ostave svoju „tinejdžersku“ kreativnost i da prilagode modernom i popularnom stilu. U maju 2017. bend je objavio svoj debitantski album "Stories". Album sadrži sedam pesama na tri jezika - ukrajinskom, ruskom i engleskom. 23. septembra 2017. bend je predstavio album na koncertu u njihovom gradu osnivanja - Harkovu. 
U 2017. Korsun je upoznala gitariste, DJ-a i izvođača Mihaila Busina (poznatog i pod pseudonimom BOOSIN). Kasnije, Korsun i Busin zajedno stvaraju bend pod nazivom "Zori Sound". Shvatili su da su njihovi glasovi u harmoniji i odlučili su da rade dalje pod imenom "Maruv & Boosin". Njihova prva zajednička pesma je bila "Spini". Kasnije su snimili drugu zajedničku pjesmu, "Drunk Groove", koja je postala hit. Pjesma je objavljena 15. decembra 2017. godine. 2018. objavili su album "Black Water".

## Pesma Evrovizije
23. februara 2019. MARUV je pobedila u finalu ukrajinskog nacionalnog izbora za Pesmu Evrovizije. Njena pobeda je bila narušena kontroverzama oko njenih koncerata u Rusiji. Prava na njenu pobedničku pesmu, "Siren song", pripadaju ruskoj izdavačkoj kući Warner Music Russia, koja je omogućila MARUV prvi solistički koncert u Moskvi 6. aprila 2019. godine. Nakon što je postalo jasno da će narednih meseci imati dva koncerta u Rusiji, potpredsednik vlade i ministar kulture Vjačeslav Krilenko izjavio je da umetnici koji su obišli Rusiju ili "nisu priznali teritorijalni integritet Ukrajine" ne bi trebalo da učestvuju na Evroviziji.
Tokom finala, kada joj je postavljeno pitanje od strane Džamale da li je Krim dio Ukrajine, ona je potvrdno odgovorila, ali na pitanje da li je Rusija agresor, ona je odgovorila: "Ako zemlja ima lošeg predsjednika, to ne znači znači da su svi ljudi koji tamo žive zli.” 24. februara Nacionalna javna radio-difuzna kompanija Ukrajine (UA:PBC) ponudila je MARUV ugovor; jedan od uslova je bio da ne održava koncerte u Rusiji. MARUV nije videla ništa loše u nastupu u Rusiji tvrdeći da je "izvođenje koncerata njen način da donese mir". Ona je rekla da je državljanin Ukrajine koja plaća porez i da istinski voli svoju zemlju, ali nije spremna da svoje učešće u takmičenju pretvori u "promo-akciju ukrajinskih političara". Izjavila je: "Ja sam muzičar, a ne bejzbol palica na političkoj areni".
Sutradan je otkriveno da UA:PBC i MARUV nisu mogli da postignu dogovor o njenom učešću na Pesmi Evrovizije. Kao rezultat kontroverze, Ukrajina se povukla sa Pesme Evrovizije 2019.

## Lični život
MARUV je udana za Aleksandera Korsuna.